# Mastigodryas boddaerti
Mastigodryas boddaerti är en ormart som beskrevs av Seetzen 1796. Mastigodryas boddaerti ingår i släktet Mastigodryas och familjen snokar.
Arten förekommer i norra Sydamerika i Colombia, Venezuela, Peru, regionen Guyana, norra Brasilien och på Trinidad. Honor lägger ägg.

## Underarter
Arten delas in i följande underarter:
- M. b. boddaerti
- M. b. ruthveni